# U-Bahn Zürich

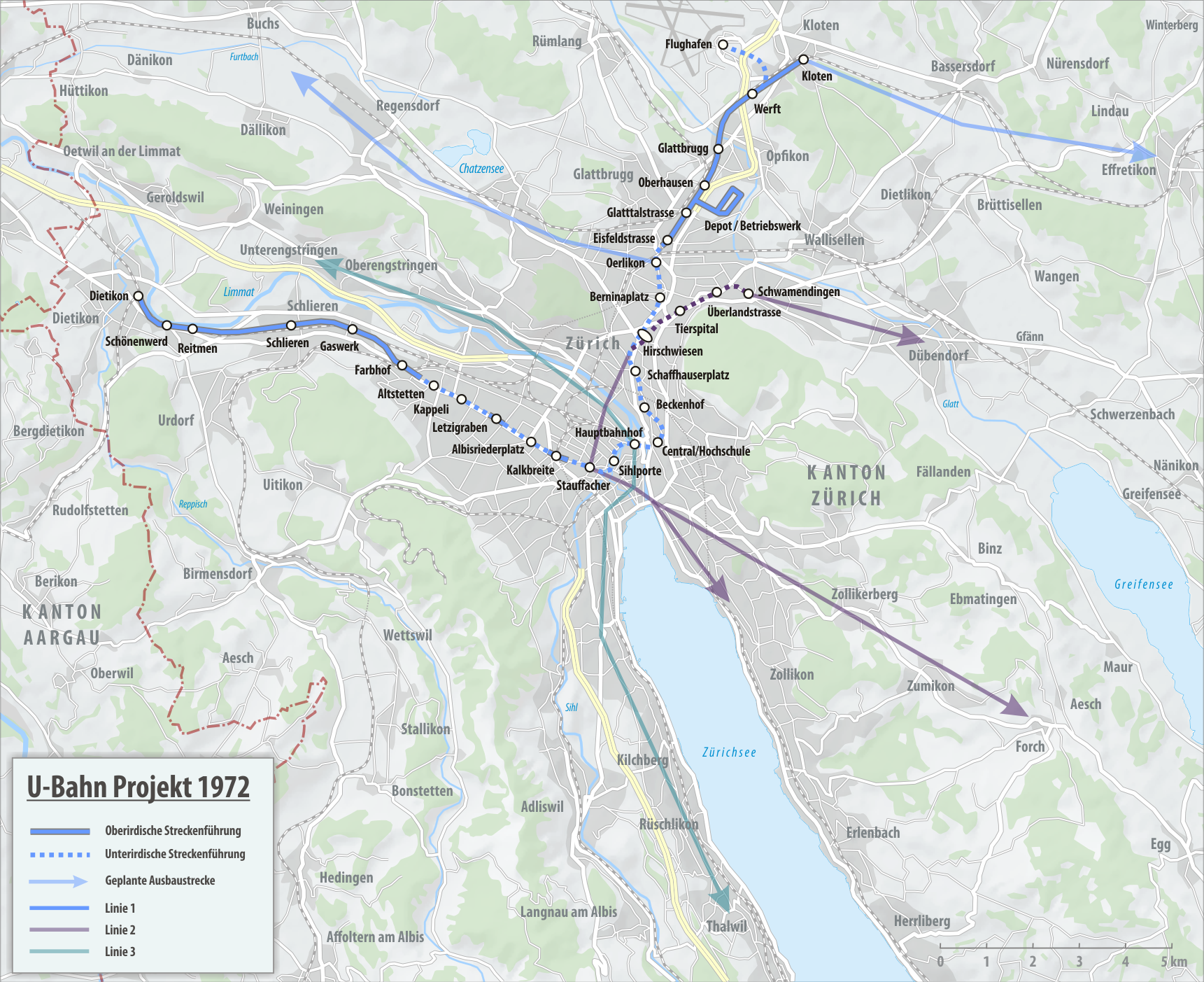
Geplante U-Bahn-Linien (1972)

Die U-Bahn Zürich war in den 1970er-Jahren ein Planungsprojekt zum Bau eines U-Bahn-Netzes in der Stadt Zürich und in einigen angrenzenden Gemeinden. Die erste Linie hätte von Dietikon über Schlieren, den Zürcher Hauptbahnhof, Oerlikon und Opfikon zum Flughafen Zürich, mit kurzen Zweigstrecken nach Schwamendingen und Kloten führen sollen. Dabei wären die beiden wichtigsten Entwicklungsachsen der Agglomeration, das Limmattal und das Glatttal, erschlossen worden. Die Strecke wäre 27,5 km lang gewesen, wovon 14,8 km unterirdisch geführt worden wären. Für einen späteren Zeitpunkt war der Bau zweier weiterer Linien vorgesehen. Nach anfänglichem Optimismus wurde das Projekt am 20. Mai 1973 in einer Volksabstimmung von den Stimmberechtigten des Kantons Zürich deutlich abgelehnt. Bereits am 1. April 1962 war das Projekt einer «Tiefbahn» (U-Strassenbahn), das die Tieferlegung des Strassenbahnnetzes im Stadtzentrum durch den Bau von 21,15 km Tunnelstrecken vorgesehen hatte, ebenfalls in einer Volksabstimmung gescheitert. Einzelne Teile, die als Bauvorleistung für die nie realisierte U-Bahn errichtet worden waren, werden heute für den Tramtunnel Milchbuck–Schwamendingen und als Endstation der Sihltal-Zürich-Uetliberg-Bahn genutzt.

## Erste Pläne

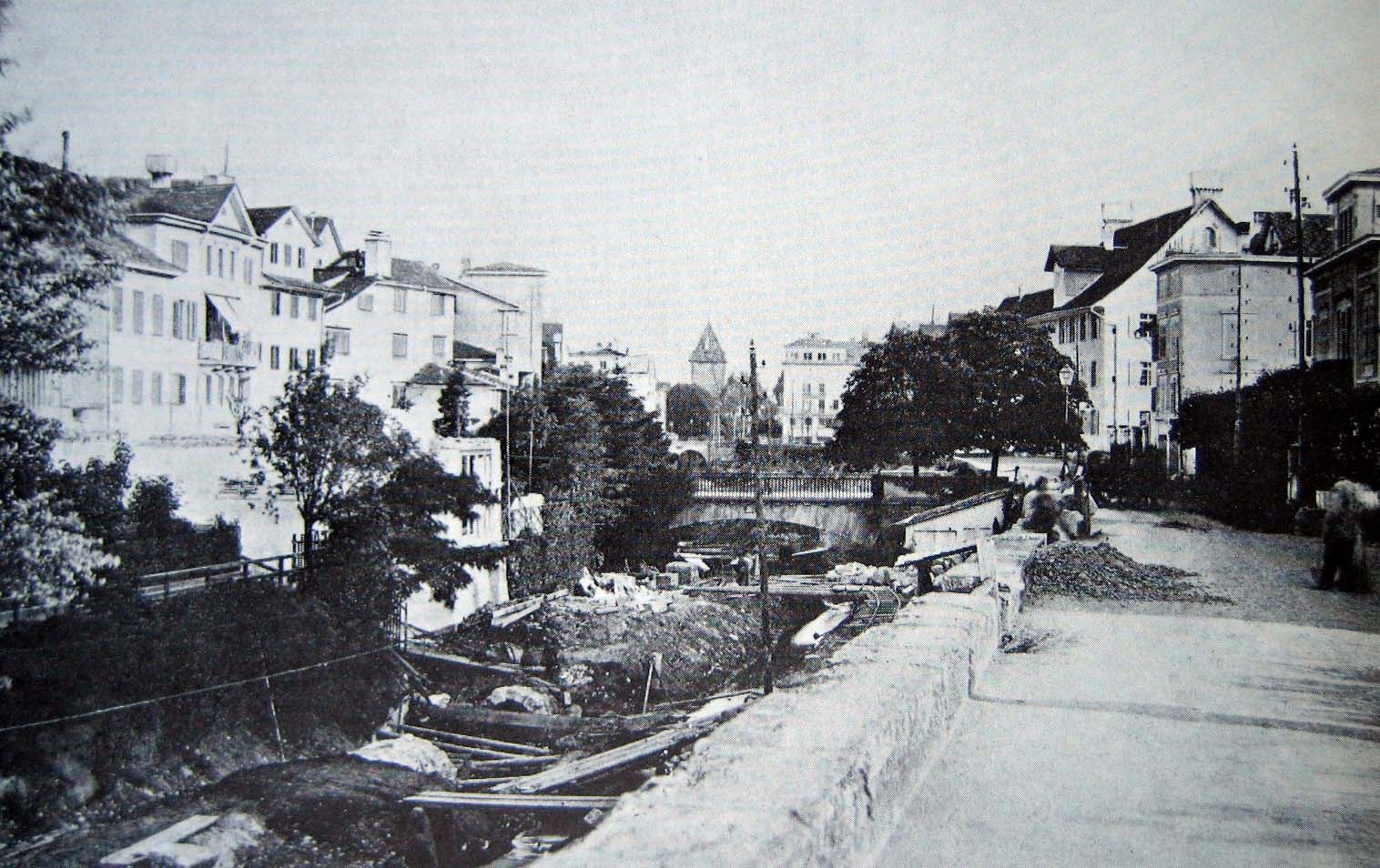
Im Fröschengraben sollte 1864 eine Dampfbahn errichtet werden.

1864, ein Jahr nach der Eröffnung der Metropolitan Railway in London, veröffentlichte die Zürcherische Freitagszeitung die Vision einer teils unterirdischen Dampfbahn, die vom Bahnhof durch den Fröschengraben zum See führen sollte. Der Graben wurde stattdessen zugeschüttet und machte der Bahnhofstrasse Platz. Zu Beginn der 1930er-Jahre war der Ausbau des Zürcher Strassenbahnnetzes weitgehend abgeschlossen, die Erschliessung neu entstehender Quartiere erfolgte durch Autobus- und Trolleybus-Linien. Stadtbaumeister Herbert Steiner, der die Zürcher Bau- und Zonenordnung von 1948 ausgearbeitet hatte, prognostizierte eine Einwohnerzahl von 550'000. Er hielt die Entflechtung der Verkehrsströme und den massiven Ausbau des öffentlichen Verkehrsnetzes für unerlässlich, weil sich nur dadurch die Ideale einer Gartenstadt verwirklichen liessen. Für den Bau einer U-Bahn war Zürich jedoch seiner Meinung nach zu klein und würde immer zu klein bleiben. Ähnliche Ansichten vertraten der Architekt Armin Meili und der Geograph Hans Carol. Diese Stimmen nahm die Öffentlichkeit wegen des beginnenden Nachkriegsbooms und der einsetzenden Massenmotorisierung aber kaum wahr.
Kurt Wiesinger, Professor für Maschinenbau an der ETH Zürich, schlug 1946 in einer Studie eine «Ultra-Schnellbahn» vor, mit der die Strecke zwischen dem Hauptbahnhof und Oerlikon in zwei Minuten zurückgelegt worden wäre. Architekt Wolfgang Nägeli präsentierte 1947 in der Schweizerischen Bauzeitung ein realistischeres Projekt. Einzelne Tramstrecken in der Innenstadt sollten in den Untergrund verlegt werden. Er schlug einen Tunnel unter der Bahnhofstrasse zwischen Bürkliplatz und Platzspitz vor, mit Zweigstrecken vom Paradeplatz zur Sihlstrasse und vom Hauptbahnhof zur Weinbergstrasse. Diese erste Etappe umfasste 2,7 km Tunnelstrecken sowie 0,7 km Rampen und Brücken, die Kosten veranschlagte er auf 35 bis 40 Millionen Franken. Eine zweite Etappe von der Weinbergstrasse zum Beckenhof wäre 1,1 km lang gewesen (zuzüglich 0,2 km Rampen) und hätte weitere 14 bis 18 Millionen gekostet.
Am 28. März 1949 reichte ein privates, von Bauingenieur Adolf Weber präsidiertes «Initiativkomitee für eine Untergrundbahn in Zürich» beim Eidgenössischen Post- und Eisenbahndepartement ein Gesuch für eine Bau- und Betriebskonzession ein. Entstehen sollte ein 107 km langes und 158 Stationen umfassendes U-Bahn-Netz, mit Linien von Zürich nach Küsnacht, Witikon, Dübendorf, Kloten, Weiningen, Dietikon, Sellenbüren, Adliswil und Thalwil. Nach einer Überarbeitung betrug die projektierte Gesamtlänge noch 90 km. Das notwendige Investitionskapital von rund zwei Milliarden Franken sollte auf privater Basis beschafft werden, mit einer teilweisen Zinsgarantie der öffentlichen Hand. Angesichts der horrenden Kosten schien es aussichtslos, dass die Bundesversammlung das Gesuch annehmen würde, worauf die Initianten es zurückzogen.
Ein weiteres Komitee reichte am 30. Mai 1959 zwei städtische Motionen «von Stimmberechtigten zwecks Verwirklichung der Zürcher Untergrundbahn» ein. Die erste bat den Gemeinderat (Legislative) darum, 200'000 Franken für eine Studie zum Bau zweier U-Bahn-Linien (Enge–Kloten und Altstetten–Tiefenbrunnen) mit einer Gesamtlänge von 19,7 km zu gewähren. Da dies in die Kompetenz des Zürcher Stadtrates (Exekutive) fiel, wurde sie abgelehnt. Die zweite beauftragte den Stadtrat, die Verkehrsprobleme so zu lösen, dass auf gemeinwirtschaftlicher Basis die Gründung einer Betriebsgesellschaft für die Zürcher U-Bahn vollzogen werden könne. Da der Stadtrat bereits eine Studie mit derselben Linienführung durchführen liess, empfahl er den Stimmberechtigten die Ablehnung dieser Motion. Im darauf folgenden Abstimmungskampf bezeichneten mehrere Seiten das Vorhaben als «unrealistisch» und «überrissen». Zürich habe nicht die notwendige Grösse für eine U-Bahn und die Anlagekosten seien zu hoch. Die städtische Volksabstimmung am 14. Februar 1960 fiel mit 48'502 zu 20'944 Stimmen (69,8 % Nein) deutlich gegen die U-Bahn aus.

## Tiefbahn-Projekt
Neben diesen privaten Initiativen beschäftigten sich auch die Stadtbehörden intensiv mit langfristiger Verkehrsplanung. 1952 beauftragte der Stadtrat zwei Expertengruppen mit der Ausarbeitung einer Generalverkehrsplanung, einerseits Carl Pirath und Max Erich Feuchtinger von der Technischen Hochschule Stuttgart, andererseits Kurt Leibbrand und Philipp Kremer von der ETH Zürich. Gefordert war die Lösung der Zürcher Verkehrsprobleme bis in die 1980er-Jahre. Dabei ging man von einer Einwohnerzahl von 550'000 in der Stadt und von deutlich mehr als einer Million in der Agglomeration aus. Die Vorschläge, welche die beiden Gruppen 1955 präsentierten, glichen sich in zahlreichen Punkten. Für den motorisierten Individualverkehr sollten leistungsfähige Durchgangsachsen geschaffen sowie Knotenpunkte mit Über- und Unterführungen, Hochstrassen und Tunnels entflochten werden. Zwar sollte die Strassenbahn als Rückgrat des öffentlichen Personennahverkehrs erhalten bleiben, aber mit unterirdischen Streckenführungen ergänzt werden. In einem Punkt gab es einen deutlichen Unterschied: Pirath/Feuchtinger schlugen ein ausgedehntes Stadtbahnnetz vor, das später zu einer vollwertigen U-Bahn ausgebaut werden könnte. Leibbrand/Kremer wollten hingegen lediglich ein kleineres U-Strassenbahn-Netz in der Innenstadt verwirklichen, in Zürich als «Tiefbahn» bezeichnet.

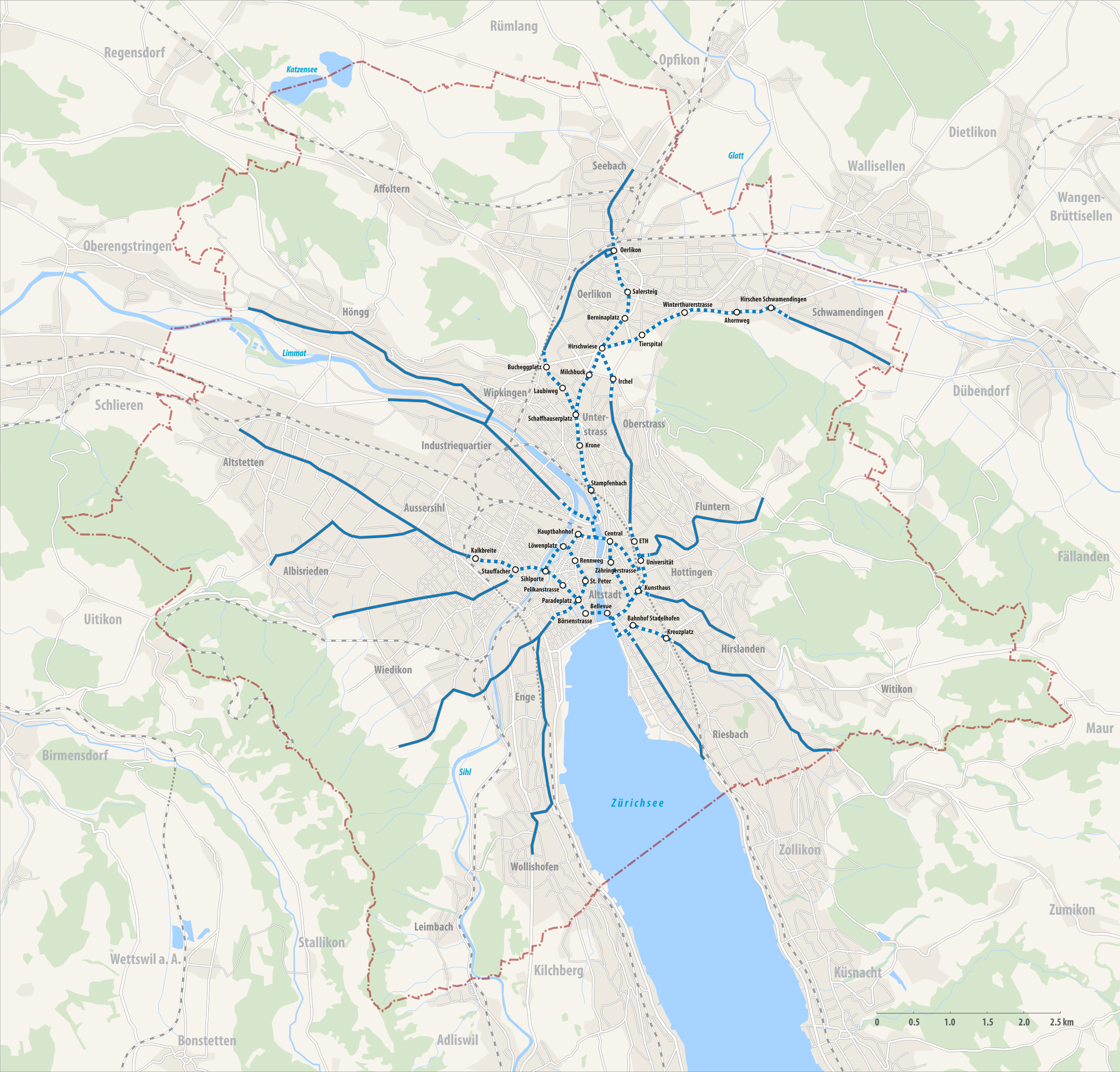
Geplante Tiefbahn-Linien (1962)

Die Veröffentlichung der Gutachten löste eine intensive verkehrspolitische Debatte aus. Während der Ausbau des Strassennetzes völlig unumstritten war, sorgte der öffentliche Verkehr für lang andauernde Diskussionen. Der Stadtrat bevorzugte das moderate Projekt von Leibbrand/Kremer, der Gemeinderat hingegen das umfassende von Pirath/Feuchtinger. 1956 wurde Professor Walther Lambert als weiterer Gutachter für Netzgestaltung und Betriebsform hinzugezogen, im März 1957 eine technische Kommission ins Leben gerufen. Schliesslich einigten sich Stadt- und Gemeinderat darauf, ein eigenes Tiefbahnprojekt auszuarbeiten. Mit dieser Aufgabe betrauten sie eine Arbeitsgruppe unter der Leitung von Stadtrat Walter Thomann und VBZ-Direktor Werner Latscha. Ihr gehörten neben Kurt Leibbrand auch Vertreter verschiedener Tiefbau- und Ingenieurunternehmen an. Der Stadtrat präsentierte im Januar 1961 ein Projekt, das Tunnelstrecken mit einer Gesamtlänge von 12,3 km umfasste. Die Kosten (ausgenommen Grunderwerb) wurden auf 329 Millionen Franken veranschlagt. Im Dezember desselben Jahres legte der Stadtrat eine ergänzende Weisung vor: Das Tiefbahnnetz sollte nun 21,15 km lang sein, bei Kosten von 544 Millionen Franken. Im Vergleich zum ursprünglichen Projekt waren Abschnitte nach Oerlikon und Schwamendingen hinzugekommen sowie kleinere Anpassungen im Stadtzentrum vorgenommen worden.

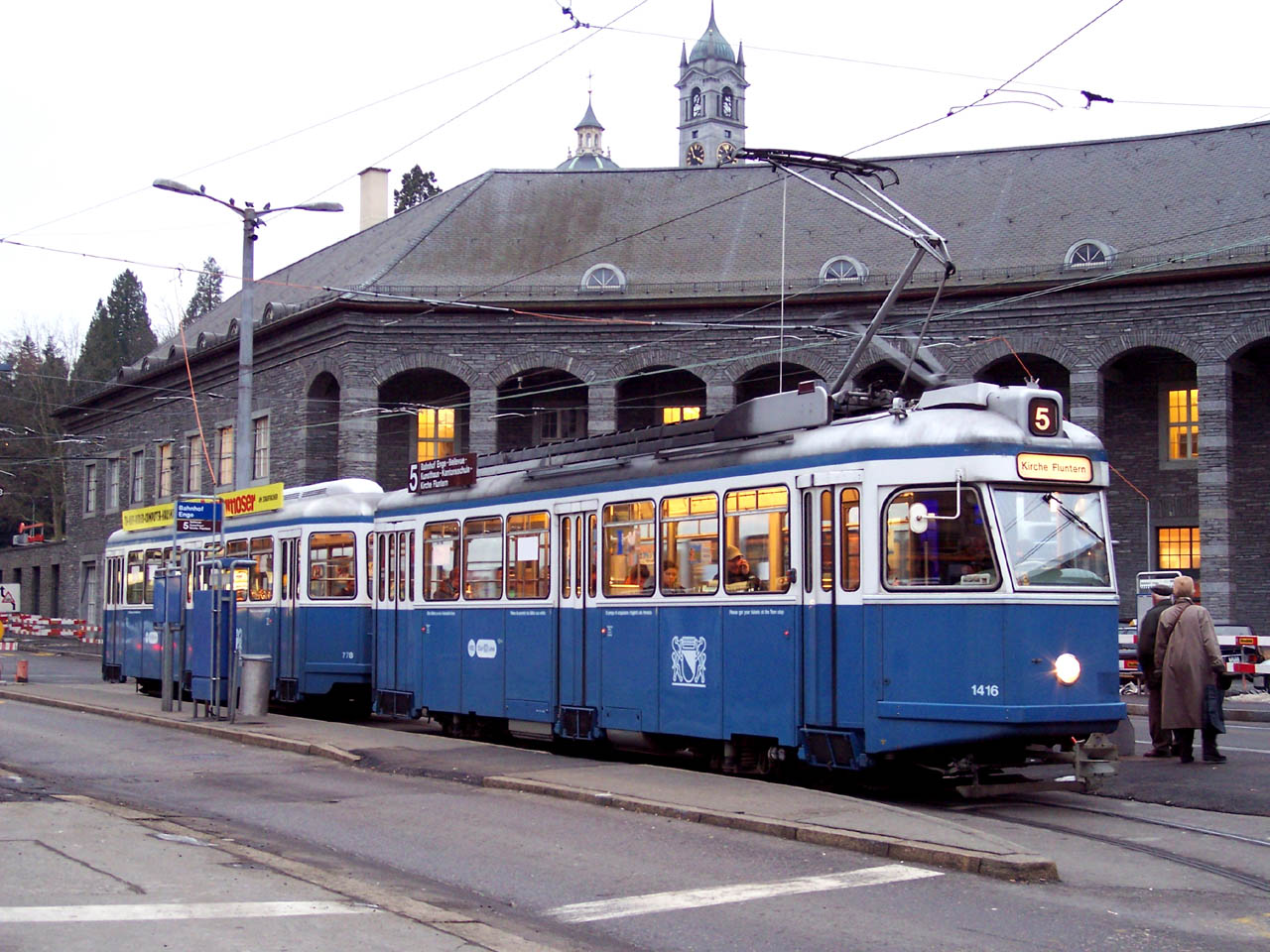
Für den Tunnelbetrieb konzipierte Trams des Typs Be 4/4 («Karpfen»)

Geplant waren folgende Tunnelstrecken:
- Kalkbreite/Birmensdorferstrasse – Stauffacher – Sihlporte – Löwenplatz – Hauptbahnhof – Limmatstrasse
- Sihlporte – Talacker – Paradeplatz – Bellevue – Seefeldstrasse/Kreuzplatz
- Bellevue – Heimplatz (Kunsthaus) – Universität – Universitätstrasse
- Hauptbahnhof – Central – Heimplatz – Hottingerstrasse
- Central – Universität – Gloriastrasse
- Löwenplatz – Paradeplatz – Bleicherweg
- Hauptbahnhof – Schaffhauserplatz – Hirschwiese – Oerlikon – Schaffhauser-/Binzmühlestrasse
- Irchel – Hirschwiese – Winterthurerstrasse – Hirschen Schwamendingen – Dübendorferstrasse
- Schaffhauserplatz – Bucheggplatz – Hofwiesenstrasse

Wo immer möglich, war die Errichtung in offener Bauweise vorgesehen. In bergmännischem Vortrieb errichtet werden sollten die Teilstrecken zwischen Central und der Universität, unter dem Hirschengraben sowie vom Bellevue zum Heimplatz. Eine direkte Streckenführung zwischen Hauptbahnhof und Paradeplatz unter der mittleren Bahnhofstrasse sollte angesichts der Vielzahl von Werkleitungen und dem Telefonkabel-Haupttunnel vermieden werden. Stattdessen wurde ein bergmännischer Vortrieb entlang dem Rennweg und der Westflanke der St. Peterhofstatt vorgeschlagen.
Sämtliche im Gemeinderat vertretenen Parteien unterstützten das Projekt, dennoch scheiterte es am 1. April 1962 in der städtischen Volksabstimmung relativ deutlich mit 58'393 zu 34'307 Stimmen (63,0 % Nein). Für die Ablehnung verantwortlich war eine «unheilige Allianz» zweier Gruppen mit völlig unterschiedlichen Beweggründen. Ein überparteiliches Komitee hatte sich grundsätzlich gegen die Tieferlegung der Strassenbahn ausgesprochen und den Unwillen der Verkehrsplaner kritisiert, den motorisierten Individualverkehr einzuschränken. Eine zweite Gruppe, die sich vor allem für die Bedürfnisse der Automobilisten einsetzte, hatte hingegen die Abschaffung der Strassenbahn und den Bau einer vollwertigen U-Bahn gefordert. 1959/60 waren 15 als «Karpfen» bekannte Strassenbahn-Grossraumwagen des Typs Be 4/4 an die VBZ ausgeliefert worden, die für einen möglichen Einsatz in Tunnelstrecken mit Hochperrons konzipiert waren. Als Konsequenz der Tiefbahn-Ablehnung wurden keine weiteren Serien dieses Triebwagentyps bestellt.

## U-Bahn-Projekt

### Planungen
| \| \| \| Flughafen \| \| \| \| \| \| \| \| \| \| Kloten \| \| \| \| \| \| \| \| \| \| Werft \| \| \| \| \| Glattbrugg \| \| \| \| \| Zürich–Schaffhausen \| \| \| \| \| Oberhausen \| \| \| \| \| Depot / Betriebswerk \| \| \| \| \| Glatttalstrasse \| \| \| \| \| Zürich–Wettingen \| \| \| \| \| Eisfeldstrasse \| \| \| \| \| \| \| \| \| \| Zürich–Winterthur \| \| \| \| \| Oerlikon \| \| \| \| \| Berninaplatz \| \| \| \| \| Schwamendingen \| \| \| \| \| Überlandstrasse \| \| \| \| \| Tierspital \| \| \| \| \| Hirschwiesen \| \| \| \| \| Linie 2 \| \| \| \| \| Schaffhauserplatz \| \| \| \| \| Beckenhof \| \| \| \| \| Central/Hochschule \| \| \| \| \| Limmat \| \| \| \| \| Hauptbahnhof Linie 3 \| \| \| \| \| Sihlporte \| \| \| \| \| Sihl \| \| \| \| \| Stauffacher Linie 2 \| \| \| \| \| Kalkbreite \| \| \| \| \| Zürich–Chur \| \| \| \| \| \| \| \| \| \| Albisriederplatz \| \| \| \| \| Letzigraben \| \| \| \| \| Kappeli \| \| \| \| \| Altstetten \| \| \| \| \| \| \| \| \| \| Zürich–Zug–Luzern \| \| \| \| \| Farbhof \| \| \| \| \| Zürich–Bern/Basel \| \| \| \| \| Gaswerk \| \| \| \| \| Schlieren \| \| \| \| \| Reitmen \| \| \| \| \| Schönenwerd \| \| \| \| \| \| \| \| \| \| Dietikon \| \| |  |                      |                      |
| |  | Flughafen            |                      |
| Strecke (im Tunnel) · U-Bahn-Strecke (im Tunnel) |  |                      |                      |
| Abzweig geradeaus und von links · U-Bahn-Kreuzung mit Eisenbahn geradeaus unten (Strecke geradeaus außer Betrieb) · Strecke quer |  | Kloten               | Kloten               |
| Strecke · U-Bahn-Abzweig geradeaus und von links (Strecke außer Betrieb) |  |                      |                      |
| Strecke · U-Bahn-Haltepunkt / Haltestelle (Strecke außer Betrieb) |  | Werft                | Werft                |
| Strecke · U-Bahn-Haltepunkt / Haltestelle (Strecke außer Betrieb) |  | Glattbrugg           | Glattbrugg           |
| Abzweig geradeaus und von rechts · U-Bahn-Strecke (außer Betrieb) |  | Zürich–Schaffhausen  | Zürich–Schaffhausen  |
| Strecke · U-Bahn-Haltepunkt / Haltestelle (Strecke außer Betrieb) |  | Oberhausen           | Oberhausen           |
| Strecke · U-Bahn-Abzweig geradeaus und von links (Strecke außer Betrieb) · U-Bahn-Betriebs-/Güterbahnhof Streckenende und quer (Strecke außer Betrieb) |  | Depot / Betriebswerk | Depot / Betriebswerk |
| Strecke · U-Bahn-Haltepunkt / Haltestelle (Strecke außer Betrieb) |  | Glatttalstrasse      | Glatttalstrasse      |
| Abzweig geradeaus und von rechts · U-Bahn-Strecke (außer Betrieb) |  | Zürich–Wettingen     | Zürich–Wettingen     |
| Strecke · U-Bahn-Haltepunkt / Haltestelle (Strecke außer Betrieb) |  | Eisfeldstrasse       | Eisfeldstrasse       |
| Strecke · U-Bahn-Tunnelanfang (Strecke außer Betrieb) |  |                      |                      |
| Abzweig quer und nach rechts · U-Bahn-Kreuzung (im Tunnel) |  | Zürich–Winterthur    | Zürich–Winterthur    |
| U-Bahn-Haltepunkt / Haltestelle (Strecke außer Betrieb) (im Tunnel) |  | Oerlikon             | Oerlikon             |
| U-Bahn-Haltepunkt / Haltestelle (Strecke außer Betrieb) (im Tunnel) |  | Berninaplatz         | Berninaplatz         |
| U-Bahn-Strecke (außer Betrieb) (im Tunnel) · U-Bahn-Kopfbahnhof Streckenanfang (Strecke außer Betrieb) (im Tunnel) |  | Schwamendingen       | Schwamendingen       |
| U-Bahn-Strecke nach halblinks (außer Betrieb) (im Tunnel) · U-Bahn-Haltepunkt / Haltestelle (Strecke außer Betrieb) (im Tunnel) |  | Überlandstrasse      | Überlandstrasse      |
| U-Bahn-Strecke von halbrechts (außer Betrieb) (im Tunnel) · U-Bahn-Haltepunkt / Haltestelle (Strecke außer Betrieb) (im Tunnel) |  | Tierspital           | Tierspital           |
| |  | Hirschwiesen         |                      |
| U-Bahn-Kreuzung mit Tunnelstrecke (Strecken außer Betrieb) (im Tunnel) · U-Bahn-Strecke nach rechts (außer Betrieb) (im Tunnel) |  | Linie 2              | Linie 2              |
| U-Bahn-Haltepunkt / Haltestelle (Strecke außer Betrieb) (im Tunnel) |  | Schaffhauserplatz    | Schaffhauserplatz    |
| U-Bahn-Haltepunkt / Haltestelle (Strecke außer Betrieb) (im Tunnel) |  | Beckenhof            | Beckenhof            |
| U-Bahn-Haltepunkt / Haltestelle (Strecke außer Betrieb) (im Tunnel) |  | Central/Hochschule   | Central/Hochschule   |
| U-Bahn-Strecke unter Wasserlauf (Strecke außer Betrieb) (im Tunnel) |  | Limmat               | Limmat               |
| ehemaliger U-Bahn-Turmbahnhof (Strecke geradeaus außer Betrieb) (im Tunnel) |  | Hauptbahnhof Linie 3 | Hauptbahnhof Linie 3 |
| U-Bahn-Haltepunkt / Haltestelle (Strecke außer Betrieb) (im Tunnel) |  | Sihlporte            | Sihlporte            |
| U-Bahn-Strecke unter Wasserlauf (Strecke außer Betrieb) (im Tunnel) |  | Sihl                 | Sihl                 |
| ehemaliger U-Bahn-Turmbahnhof (Strecke geradeaus außer Betrieb) (im Tunnel) |  | Stauffacher Linie 2  | Stauffacher Linie 2  |
| U-Bahn-Haltepunkt / Haltestelle Tunnelende (Strecke außer Betrieb) |  | Kalkbreite           | Kalkbreite           |
| U-Bahn-Kreuzung mit Eisenbahn geradeaus oben (Strecke geradeaus außer Betrieb) |  | Zürich–Chur          | Zürich–Chur          |
| U-Bahn-Tunnelanfang (Strecke außer Betrieb) |  |                      |                      |
| U-Bahn-Haltepunkt / Haltestelle (Strecke außer Betrieb) (im Tunnel) |  | Albisriederplatz     | Albisriederplatz     |
| U-Bahn-Haltepunkt / Haltestelle Streckenende und Streckenanfang (Strecke außer Betrieb) (im Tunnel) |  | Letzigraben          | Letzigraben          |
| U-Bahn-Haltepunkt / Haltestelle (Strecke außer Betrieb) (im Tunnel) |  | Kappeli              | Kappeli              |
| U-Bahn-Haltepunkt / Haltestelle (Strecke außer Betrieb) (im Tunnel) |  | Altstetten           | Altstetten           |
| U-Bahn-Tunnelende (Strecke außer Betrieb) |  |                      |                      |
| U-Bahn-Kreuzung mit Eisenbahn geradeaus oben (Strecke geradeaus außer Betrieb) |  | Zürich–Zug–Luzern    | Zürich–Zug–Luzern    |
| U-Bahn-Haltepunkt / Haltestelle (Strecke außer Betrieb) |  | Farbhof              | Farbhof              |
| |  | Zürich–Bern/Basel    |                      |
| U-Bahn-Haltepunkt / Haltestelle (Strecke außer Betrieb) · Strecke |  | Gaswerk              | Gaswerk              |
| |  | Schlieren            |                      |
| U-Bahn-Haltepunkt / Haltestelle (Strecke außer Betrieb) · Strecke |  | Reitmen              | Reitmen              |
| U-Bahn-Haltepunkt / Haltestelle (Strecke außer Betrieb) · Strecke |  | Schönenwerd          | Schönenwerd          |
| |  |                      |                      |
| |  | Dietikon             |                      |

Seitens der Behörden herrschte nach der Ablehnung des Tiefbahnprojekts zunächst Ratlosigkeit, da das Abstimmungsergebnis keine klaren Schlüsse zuliess. 1963 ernannte der Stadtrat den Architekten und Raumplaner Hans Marti zum Delegierten des neu geschaffenen Stadtplanungsamtes. Marti befürwortete zwar unterirdische Schienenverkehrsmittel, stand aber Forderungen nach einem Umbau Zürichs zu einer autogerechten Stadt äusserst kritisch gegenüber. Dass die Strassenbahn in den nächsten Jahrzehnten aus der Stadt verschwinden werde, hielt er für illusorisch. Die Stadtbehörden gelangten zur Überzeugung, dass die Verkehrsprobleme nur mit einer über das Stadtgebiet hinaus reichenden regionalen Gesamtplanung gelöst werden können, in Kooperation mit dem Kanton Zürich und dem Bund. 1963 bewilligte der Zürcher Kantonsrat einen Kredit von 935'000 Franken für die Erstellung von Gesamtplänen, die neben verschiedenen anderen Bereichen auch die Entwicklung des Verkehrsnetzes thematisierten. Kanton und Stadt Zürich sowie die SBB setzten einen Koordinationsausschuss zur Ausarbeitung des darin enthaltenen Transportplans ein.
Der Schlussbericht des Ausschusses lag am 18. Mai 1966 vor. Gemäss diesem sollten schienengebundene, von Strassen unabhängige Verkehrsmittel die Hauptlast des öffentlichen Verkehrs tragen, wobei man zwischen Grob-, Mittel- und Feinverteilern unterschied. Als Grobverteiler war das bestehende SBB-Eisenbahnnetz vorgesehen, das den zweiten Vorortsgürtel (ab einem Radius von zehn bis zwölf Kilometern vom Stadtzentrum) erschliessen sollte. Im «Metropolitangebiet» innerhalb dieses Radius würde eine U-Bahn herkömmlicher Bauart die Rolle des schnellen Mittelverteilers übernehmen, da Busse und Strassenbahnen dazu nicht geeignet seien. Vielmehr sollten diese als Feinverteiler und U-Bahn-Zubringer dienen. Das Strassenbahnnetz sollte den neuen Begebenheiten angepasst werden, was die Aufhebung von Strecken in der Innenstadt, aber auch den Bau neuer Strecken in den äusseren Stadtquartieren bedingte. An der Grenze des Metropolitangebiets waren «Kontaktbahnhöfe» zwischen U- und S-Bahn vorgesehen; von diesen sollten die S-Bahnen ohne Halt bis zum Stadtzentrum verkehren.
Zur Umsetzung des im Transportplan vorgeschlagenen Konzepts bildete sich eine Behördendelegation. Kanton und Stadt finanzierten deren Arbeit mit je zwei Millionen Franken, während die SBB einen Beitrag von 250'000 Franken leistete sowie die Planungs- und Projektierungskosten ihrer eigenen Anlagen übernahm. Am 24. Januar 1967 trat die Behördendelegation erstmals zusammen. Mitglieder waren Stadtpräsident Sigmund Widmer, die Stadträte Ernst Bieri und Adolf Maurer, die Regierungsräte Alois Günthard, Rudolf Meier und Hans Künzi, die SBB-Generaldirektoren Otto Wichser und Karl Wellinger sowie SBB-Kreisdirektor Max Strauss. Künzi amtierte als Präsident, Widmer und Weilinger als Vizepräsidenten. Die Aufgaben waren vielfältig: Abklärung rechtlicher Fragen, Ausarbeiten von Finanzierungsvorschlägen, Abklärung von Bau- und Betriebsfragen, Ergänzung des bestehenden Transportplans für die weitere Region Zürich, Betriebskonzept und Ausbauplanung des regionalen Eisenbahnverkehrs, Information der Öffentlichkeit. Zu diesem Zweck setzte die Behördendelegation insgesamt acht Arbeitsgruppen ein.
Geplant war ein U-Bahn-Netz mit drei Linien:
- Die als erste zu bauende Linie 1 sollte in Dietikon beginnen. Anschliessend sollte sie über Schlieren, Stauffacher, Hauptbahnhof, Hirschwiesen und Oerlikon zum Flughafen führen, mit einem kurzen Abzweig nach Kloten. Zur ersten Etappe sollte ausserdem die Zweigstrecke Hirschwiesen – Schwamendingen gehören. Zu einem späteren Zeitpunkt wären die Zweigstrecke Oerlikon – Furttal sowie die Verlängerungen Kloten – Effretikon und Schwamendingen – Dübendorf hinzugekommen.
- Die anschliessend zu bauende Linie 2 hätte den Ast Dübendorf – Schwamendingen – Hirschwiesen übernommen. Anschliessend hätte sie von Hirschwiesen aus über Limmatplatz, Stauffacher und Paradeplatz zum Bellevue geführt, wo sie sich in zwei Äste nach Forch und Tiefenbrunnen verzweigt hätte.
- Die zuletzt zu errichtende Linie 3 hätte in Unterengstringen begonnen und wäre von dort aus über Höngg, Limmatplatz, Hauptbahnhof, Paradeplatz und Bahnhof Enge nach Thalwil verlaufen.

Bis zur Baureife geplant wurde die Linie 1, da sie die zwei wichtigsten Verkehrsachsen innerhalb der Metropolitanregion (Glatttal und Limmattal) abdeckte und auch ohne die beiden anderen geplanten Linien ein funktionsfähiges System im Sinne des Verkehrskonzepts gewesen wäre. Ebenso zog man den Bau der Zweigstrecke nach Schwamendingen vor, da dieses rasch wachsende Quartier damals sehr schlecht erschlossen war. Die Maximalgeschwindigkeit der U-Bahn legten die Planer auf 80 km/h fest, den minimalen Streckenradius auf 245 m, die maximale Streckenneigung auf 40 ‰ und die maximale Stationsneigung auf 5 ‰. Die normalspurige Strecke wäre mit 1500 V Gleichstrom ab dritter Schiene elektrifiziert gewesen. Als Rollmaterial vorgesehen waren achtachsige Triebwagen des Typs Be 8/8 (45,6 m Länge und 2,9 m Breite). Je drei Wagen wären zu einem 136,8 m langen Vollzug mit insgesamt 1302 Plätzen (davon 360 Sitzplätze) zusammengekuppelt worden.

### Beschreibung der Linie 1
Die Linie 1 wäre 27,521 km lang gewesen – einschliesslich der Zufahrt zum Betriebshof in Opfikon (ungefähr auf dem Gelände des heutigen Glattpark-Areals gelegen). 12,7 km wären ober- und 14,8 km unterirdisch gewesen. Von den Tunnelstrecken wären 6,0 km bergmännisch erstellt worden, der Rest in offener Bauweise. Vorgesehen waren 30 Stationen von jeweils 138 m Länge. Auf dem stark belasteten zentralen Abschnitt war eine Zugfolgezeit von drei Minuten geplant (später zwei Minuten); technisch machbar gewesen wären gemäss Planung 70 Sekunden. Es war vorgesehen, innerhalb von sieben bis acht Jahren zunächst den Abschnitt zwischen Sihlporte und Flughafen zu errichten. Das Teilstück Sihlporte–Dietikon sowie die Zweigstrecken nach Kloten und Schwamendingen sollten nach rund zehn Jahren betriebsbereit sein.
Nördliche Endstation wäre der Flughafen Zürich gewesen. Unter den Hügeln Butzenbüel und Holberg hindurch hätte die Strecke zur oberirdischen Station Werft geführt, wo eine kurze Zweigstrecke vom Bahnhof Kloten eingemündet wäre. Anschliessend wäre die U-Bahn durch Opfikon bis kurz nach der Haltestelle Eisfeldstrasse parallel zur bestehenden SBB-Trasse verlaufen. Dort war das nördliche Portal des Innenstadttunnels vorgesehen. Dem Verlauf der Ohm- und Schaffhauserstrasse folgend, wäre die Umsteigestation Hirschwiesen (im Bereich der Tramhaltestelle Milchbuck) erreicht worden. Dort wären 30 Meter unter der Erdoberfläche zwei durch Querstollen verbundene Stationsröhren entstanden, die westliche für Züge auf der Stammstrecke und die östliche für Züge von und nach Schwamendingen. Die Schwamendinger Zweigstrecke sollte zum Teil unter dem Schöneichtunnel des geplanten Autobahnzubringers A1L verlaufen und vorläufig am Hirschenplatz enden. Von Hirschwiesen aus hätte die Trasse mittels einer weit geschwungenen S-Kurve den Hauptbahnhof erreicht, wobei der Milchbucktunnel, der Lettentunnel und die Limmat unterquert worden wären.

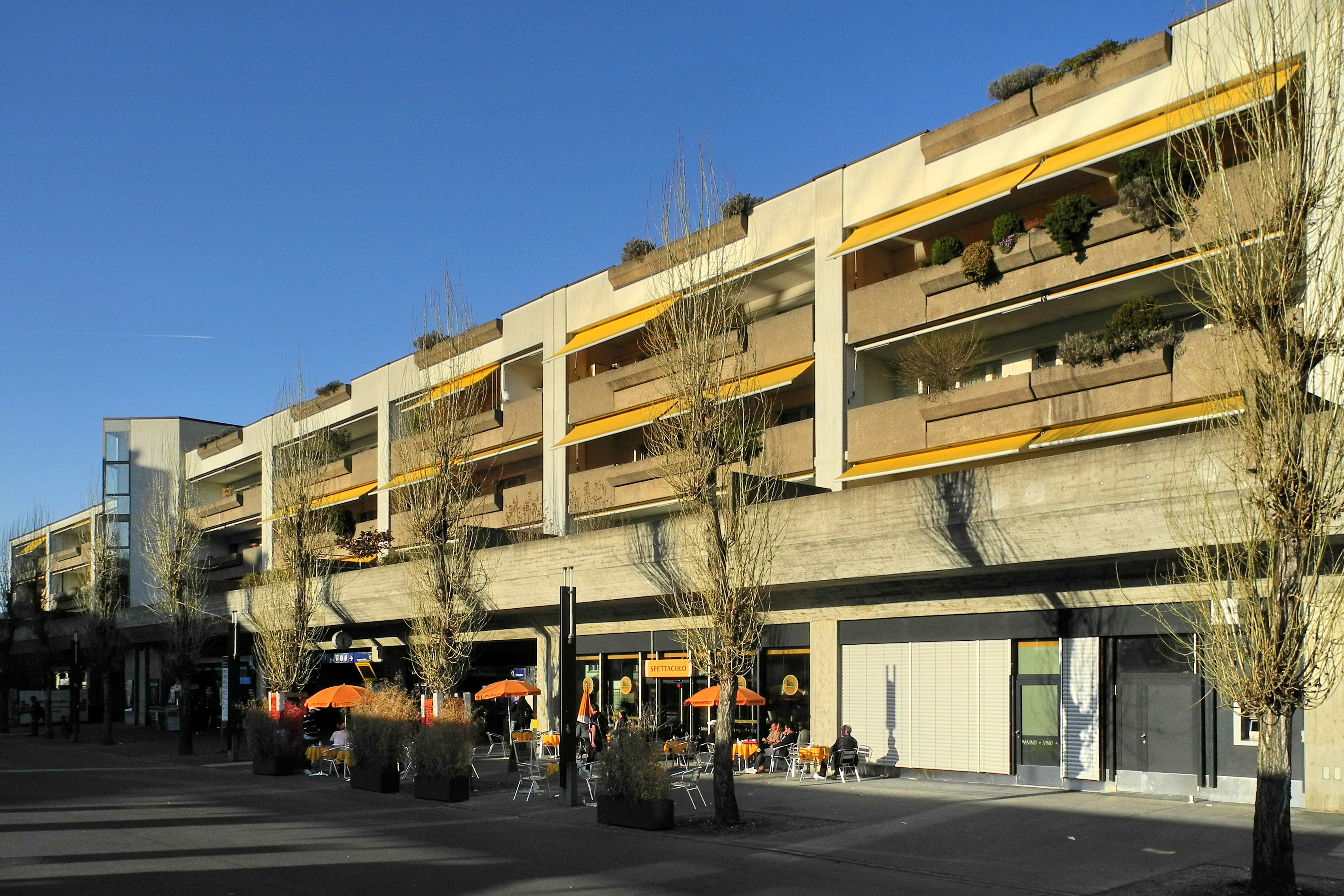
Am Bahnhof Dietikon war die U-Bahn-Endstation längs des ersten Stockwerks geplant.

Am Hauptbahnhof hätte sich die U-Bahn-Station unter dem südlich angrenzenden Bahnhofplatz befunden. Zu einem späteren Zeitpunkt sollte hier eine zweite Tunnelstation für die Linie 3 entstehen. Nach Unterquerung der Sihl und des (bis heute nicht realisierten) Zubringers zur A3 wäre der Stauffacher erreicht worden, wo ein Umsteigeknoten zur Linie 2 geplant war. Nahe der Kreuzung mit der linksufrigen Zürichseebahn war die oberirdische Station Kalkbreite vorgesehen. Im weiteren Verlauf der Badenerstrasse wäre die Trasse erneut unterirdisch gewesen, mit Ausnahme der in einem kurzen Einschnitt gelegenen Station Letzigraben. Das Teilstück zwischen Albisriederplatz und Letzigraben hätte ein zusätzliches Ausziehgleis für wendende Züge erhalten. Am westlichen Rand von Altstetten hätte ein Viadukt die Bahnstrecke Zürich–Zug, den Rangierbahnhof Mülligen und die Bahnstrecke Zürich–Bern/Basel überquert. Durch Schlieren wäre die U-Bahn nördlich der Bahnstrecke geführt worden. Ein kurzer Tunnel nahe der Poststrasse in Dietikon hätte die Trasse auf die Südseite der Bahnstrecke geführt. Auf einem Brückenbauwerk hätte die U-Bahn schliesslich den Bahnhof Dietikon erreicht. Die Endstation war längs des Aufnahmegebäudes auf der Höhe des ersten Stockwerks vorgesehen. Angedacht, aber planerisch noch nicht konkretisiert war eine mögliche Verlängerung von Dietikon nach Spreitenbach im Kanton Aargau.

### Bauliche und rechtliche Vorbereitungen

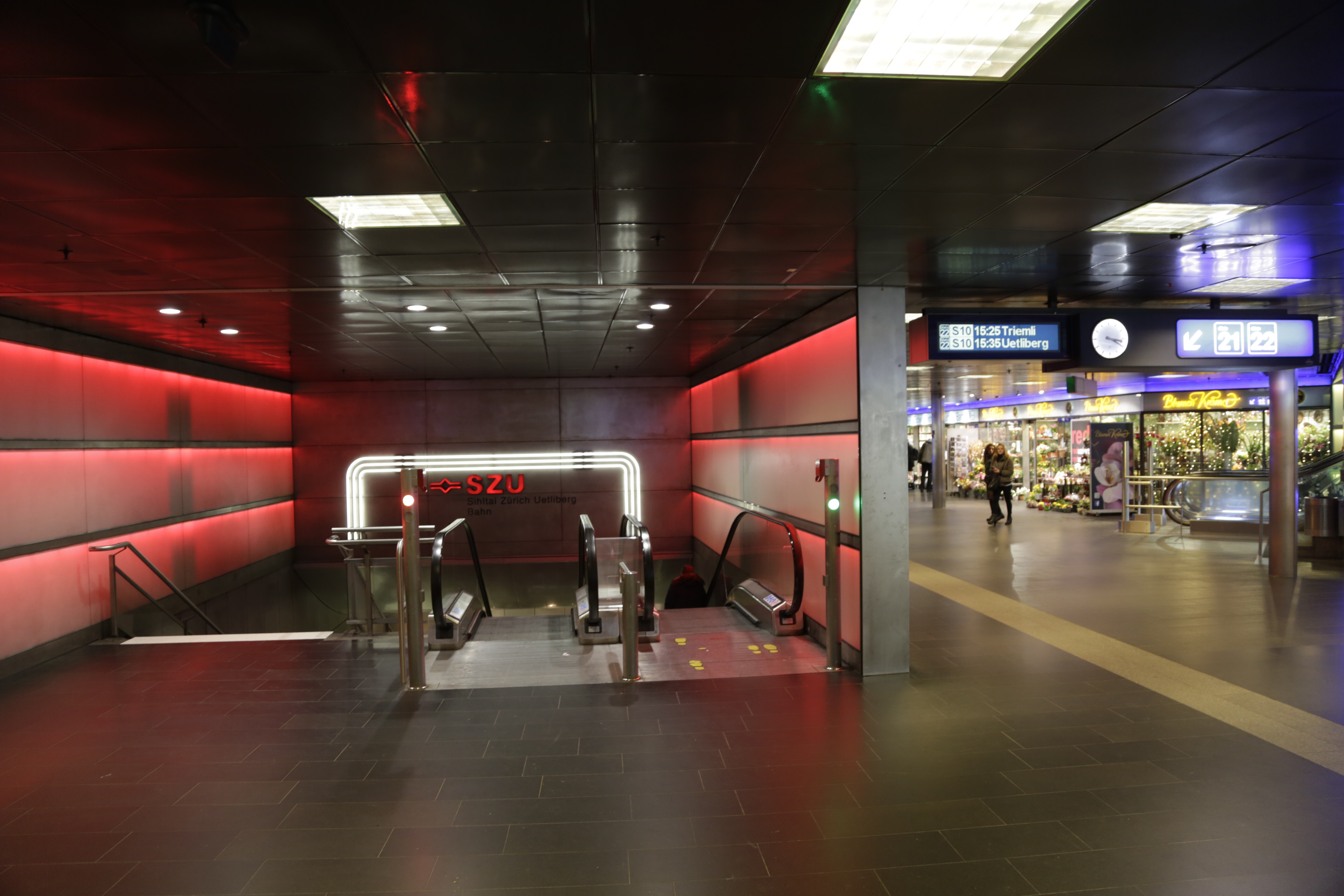
Zugang zum Bahnhof der Sihltal-Zürich-Uetliberg-Bahn im Shopville, einst für die U-Bahn vorgesehen.

Noch bevor das U-Bahn-Projekt überhaupt fertig geplant war, wurden an verschiedenen Orten Bauvorleistungen erbracht. Im Zusammenhang mit dem von 1966 bis 1968 realisierten Ausbau des Flughafens entstand unter dem Autobahnzubringer vor dem Terminal eine Autoeinstellhalle. Sie war so konstruiert worden, dass ihr Umbau in eine U-Bahn-Station mit minimalem Aufwand möglich gewesen wäre. Von 1968 bis 1970 entstand unter dem Hauptbahnhof die Einkaufspassage Shopville. Dabei erstellte man vorsorglich die Seitenwände für die hier vorgesehene U-Bahn-Station. Ebenso wurde 1970 eine Fussgängerunterführung am Schaffhauserplatz errichtet, die auch als Zugang zur U-Bahn gedient hätte. Um den anstehenden Bau des Autobahnzubringers A1L nicht unnötig zu verzögern, fiel der Beschluss, zusammen mit dem Schöneichtunnel auch einen darunter liegenden 1364 m langen Abschnitt der U-Bahn-Zweigstrecke nach Schwamendingen als Rohbau zu erstellen. Die Stadtbehörden wiesen ausdrücklich auf die Möglichkeit einer späteren Nutzung durch die Strassenbahn hin, sollte das U-Bahn-Projekt «wider Erwarten» scheitern. Am 14. März 1971 genehmigten die Stimmberechtigten der Stadt Zürich dieses 31 Millionen Franken teure Teilprojekt. Bei einer Beteiligung von 56,2 % gab es 114.413 Ja- und 31.395 Neinstimmen, was einer Zustimmung von 78,47 % entsprach.
Als Ergänzung zur U-Bahn planten die SBB ein S-Bahn-Netz, das die Hauptlast des Verkehrs ausserhalb des Metropolitangebiets übernehmen sollte. Dazu erforderlich war der Bau des Hirschengrabentunnels und des Zürichbergtunnels. Ursprünglich war beabsichtigt worden, die von der öffentlichen Hand zu tragenden Kosten von rund 1,7 Milliarden Franken zu je einem Drittel auf den Bund, den Kanton Zürich und die U-Bahn-Gemeinden zu verteilen. Es existierten aber noch keine gesetzlichen Grundlagen für eine Bundeshilfe an den Agglomerationsverkehr, so dass der Bund sich nicht am U-Bahn-Bau beteiligen konnte. Stattdessen würde der Bund die auf 650 Millionen veranschlagten Kosten für die S-Bahn übernehmen, während er die Finanzierung der U-Bahn vollständig dem Kanton und den betroffenen Gemeinden überlassen würde. Am 6. März 1972 beschloss der Zürcher Kantonsrat einstimmig eine Änderung der Kantonsverfassung, die es dem Kanton erlauben würde, den öffentlichen Verkehr mit finanziellen Beiträgen zu fördern und öffentlich-rechtliche regionale Verkehrsbetriebe zu schaffen. Ebenso genehmigte er mit 145:1 Stimmen ein Regionalverkehrsgesetz, das den Vollzug dieses Verfassungsartikels regelte. Beide Vorlagen wurden 4. Juni 1972 den Stimmberechtigten des Kantons Zürich zur Abstimmung vorgelegt. Bei einer Beteiligung von 48,6 % war die Verfassungsänderung mit 223'587 zu 47'205 Stimmen (82,57 % Ja) erfolgreich, das Gesetz mit 224'546 zu 47'502 Stimmen (82,54 % Ja). Nach der Zustimmung von Nationalrat und Ständerat trat am 13. März 1973 der «Bundesbeschluss über die Erteilung einer Konzession für eine Untergrundbahn in der Region Zürich» in Kraft.

### Scheitern nach anfänglichem Optimismus
Die Zürcher Verkehrsprojekte waren typisch für die scheinbar grenzenlose Wachstumseuphorie der 1960er-Jahre. Dazu gehörte beispielsweise die Vision, im Raum Stauffacher/Sihlporte ein modernes Geschäftszentrum von monumentalen Ausmassen zu errichten – ein «Manhattan an der Sihl». Zürich sollte zu einer Metropole von Weltrang aufsteigen. Zunächst gab es kaum nennenswerte Opposition: Ausser der Partei der Arbeit auf städtischer und der Sozialdemokratischen Partei (SP) auf kantonaler Ebene unterstützten alle politischen Kräfte den Bau von S- und U-Bahn. Eine im Dezember 1971 durchgeführte Meinungsumfrage ergab eine Zustimmung von 81 % der Bevölkerung. Erster Widerstand gegen die ungebremst scheinende Verkehrsflut manifestierte sich 1970, als der autogerechte Umbau des Heimplatzes in einer städtischen Volksabstimmung scheiterte, und setzte sich ab 1971 beim Protest gegen das geplante Zürcher Expressstrassen-Y fort. Nachdem der Club of Rome 1972 anlässlich des St. Gallen Symposium die Studie Die Grenzen des Wachstums veröffentlicht hatte, begann sich auch in der breiten Öffentlichkeit allmählich ein Wachstumsüberdruss zu verbreiten.
Im Vorfeld der entscheidenden Volksabstimmung war gefordert worden, die Frage nach dem Bau von U- und S-Bahn getrennt zu stellen. Tatsächlich war die S-Bahn weitgehend unbestritten, während um die U-Bahn eine heftige siedlungs- und gesellschaftspolitische Debatte entbrannte. Vor allem Exponenten der SP bezogen Stellung gegen das (von ihnen so bezeichnete) «Projekt des Grössenwahnsinns». Als Folge des U-Bahn-Baus befürchteten sie steigende Bodenpreise, höhere Mieten sowie die Gefährdung von zentrumsnahem Wohnraum durch Büronutzungen. Dies führe zu einer Verdrängung der Stadtbewohner in die Vororte und letztlich zu längeren Arbeitswegen. Zudem betrachteten die Gegner die Kosten der U-Bahn als «astronomisch hoch». Die Befürworter argumentierten, die U-Bahn sei ein Projekt des Umweltschutzes. Ebenso beteuerten sie, dass zahlreiche flankierende Massnahmen vorbereitet worden seien, um städtischen Wohnraum zu erhalten und zu fördern. Ihr Argument, ohne die U-Bahn drohe ein «Verkehrskollaps», verfing nicht, zumal die Wirtschaft sich abzukühlen begann und die Einwohnerzahl der Stadt Zürich wieder leicht rückläufig war.
Am 20. Mai 1973 musste das Volk auf kantonaler Ebene über den «Beschluss des Kantonsrates über die Bewilligung eines Kredites für den Ausbau des öffentlichen Verkehrs in der Region Zürich» befinden. Damit war die finanzielle Beteiligung des Kantons Zürich am U-Bahn-Bau gemeint, wofür 599,2 Millionen Franken zu genehmigen waren. Zusätzlich dazu musste in der Stadt Zürich über die Vorlage «Ausbau des öffentlichen Verkehrs (Bau und Finanzierung einer U-Bahn und einer S-Bahn, Gründungsvertrag)» entschieden werden. Sie beinhaltete die städtische Beteiligung am Bau der U-Bahn und zu einem geringen Teil an der S-Bahn sowie den Gründungsvertrag der «Verkehrsbetriebe der Region Zürich» (VRZ). Dafür waren weitere 545,5 Millionen Franken vorgesehen. Die VRZ, an der neben der Stadt Zürich auch die U-Bahn-Gemeinden Dietikon, Kloten, Opfikon und Schlieren beteiligt sein sollten, wäre eine Erweiterung der Verkehrsbetriebe Zürich gewesen, die auch den U-Bahn-Betrieb durchgeführt hätte. Wären beide Vorlagen angenommen worden, hätte anschliessend der Bund seinen Beitrag am S-Bahn-Bau geleistet. Dazu kam es jedoch nicht: Bei einer überdurchschnittlich hohen Beteiligung von 64,2 % wurde die kantonale Vorlage mit 234'320 zu 177'362 Stimmen (56,92 % Nein) abgelehnt; nur 34 von 170 Gemeinden stimmten zu. Noch deutlicher scheiterte die städtische Vorlage, mit 123'210 zu 50'114 Stimmen (71,09 % Nein). SP-Kantonsrat Franz Schumacher wertete den Volksentscheid als Ablehnung des ungebremsten Wirtschaftswachstums und meinte, das Nein habe ausschliesslich der U-Bahn gegolten.

## Nachnutzung und -wirkung

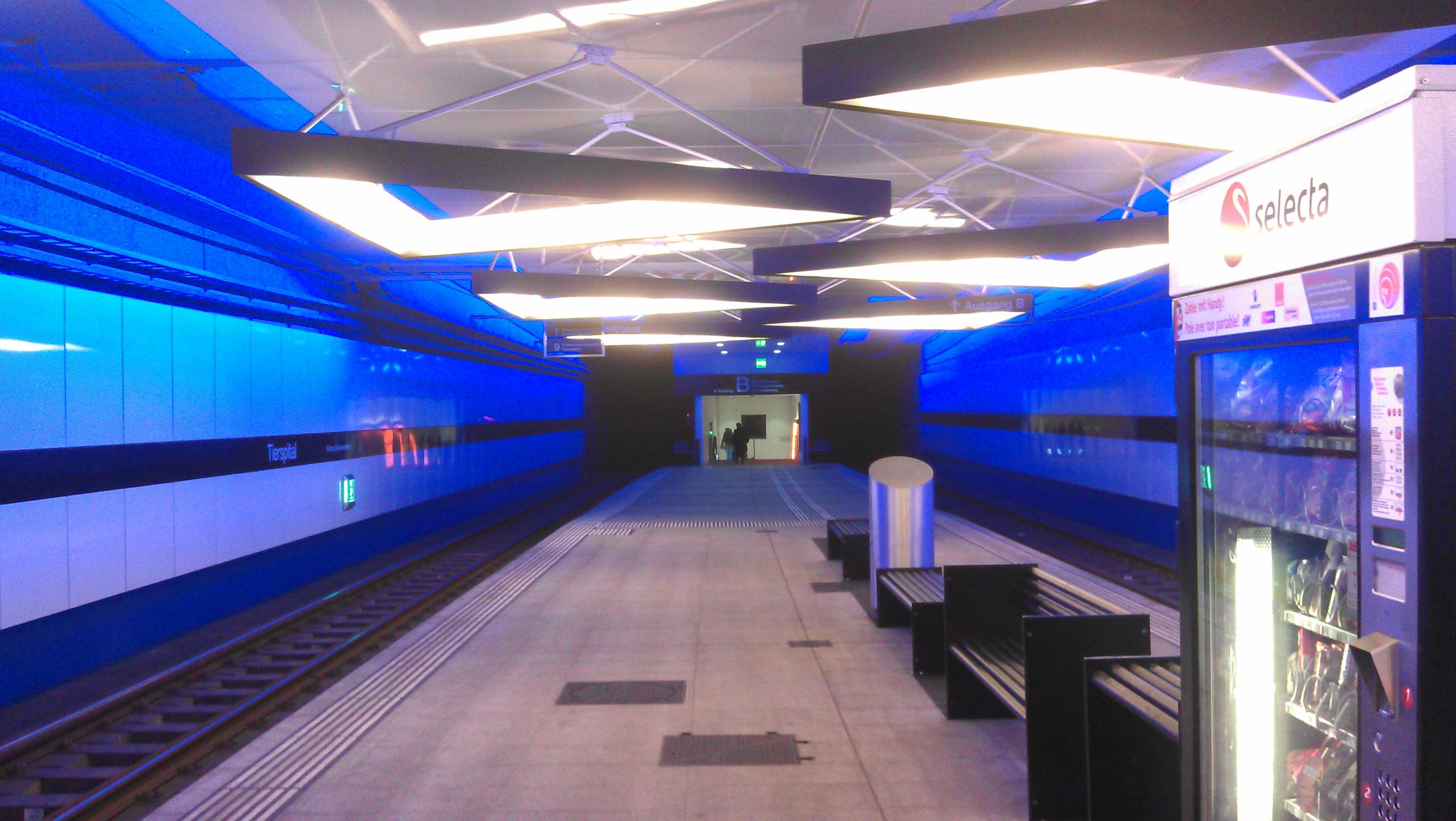
Haltestelle Tierspital im Tramtunnel Milchbuck–Schwamendingen

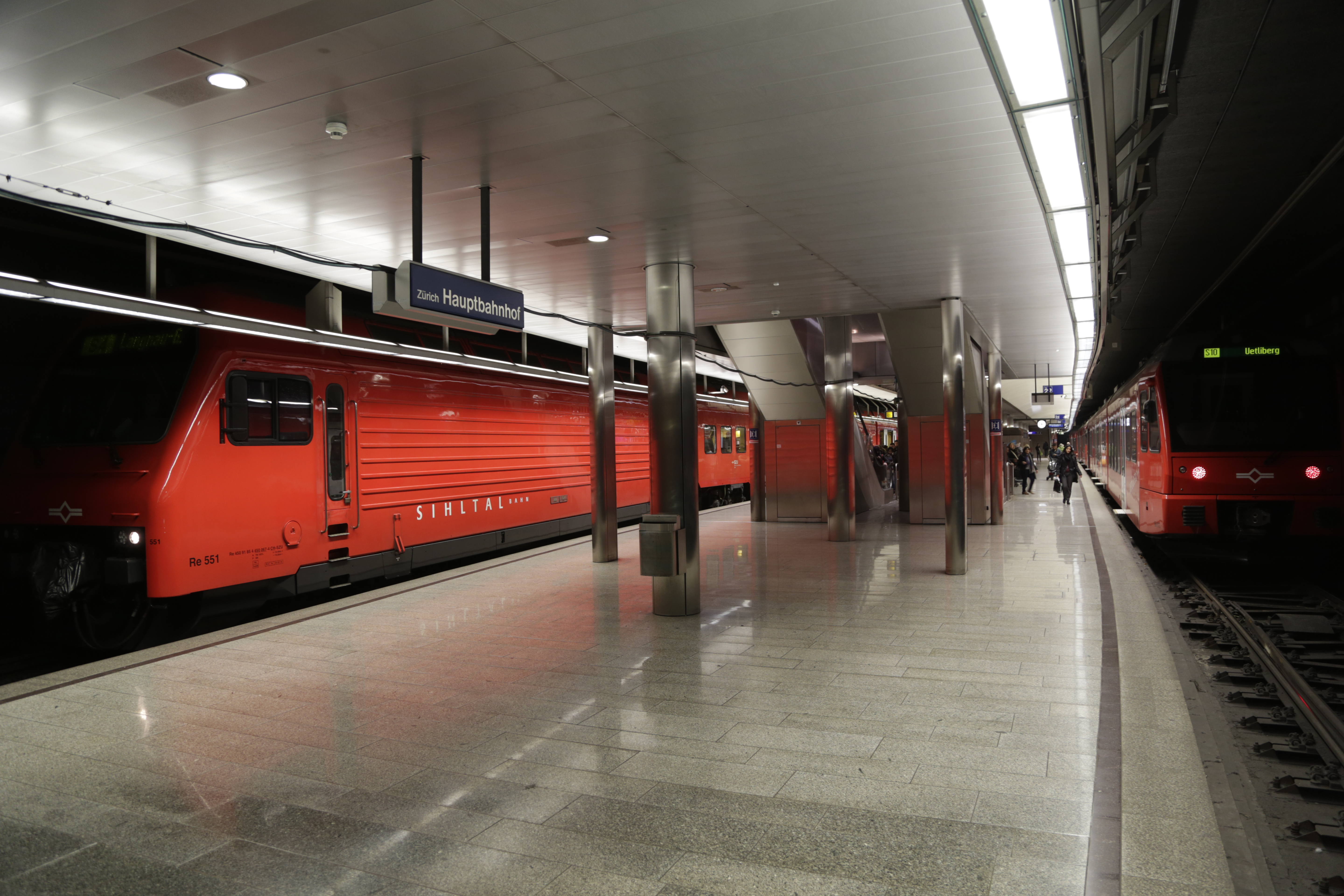
Endbahnhof der Sihltal-Zürich-Uetliberg-Bahn

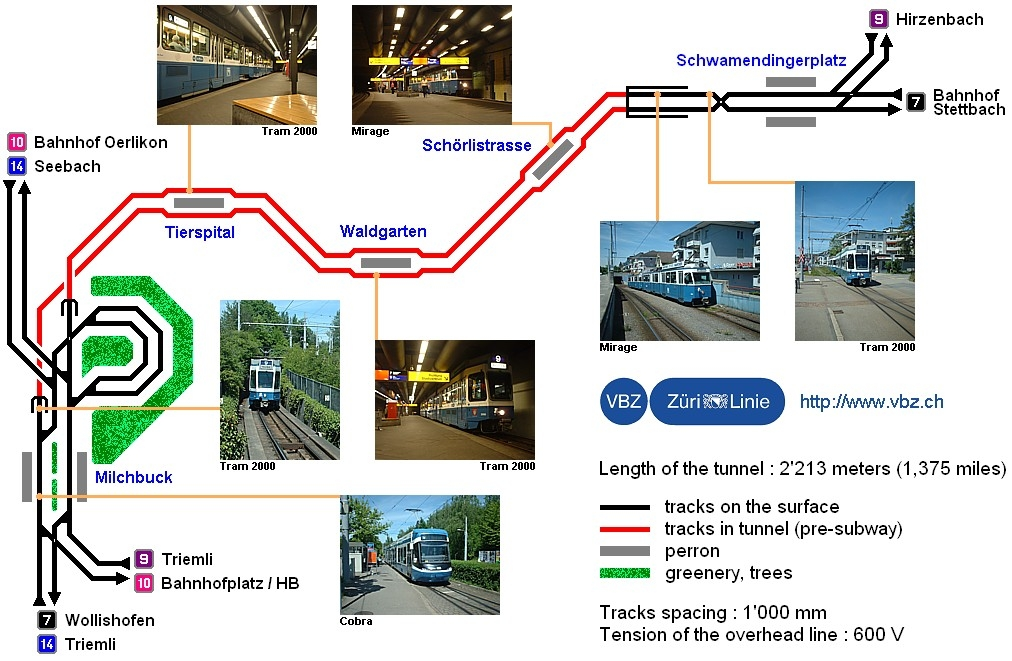
Plan des Milchbuck–Schwamendingen-Tunnels

Bereits am 18. Juni 1973 reichte die SP eine städtische Volksinitiative ein, die einen Pauschalkredit von 200 Millionen für den Ausbau des öffentlichen Verkehrs forderte (verteilt auf zehn Jahre). Vor allem die bisher stark vernachlässigte Strassenbahn sollte davon profitieren. Der Stadtrat liess sich mit der Behandlung der Initiative reichlich Zeit und hielt sie für überflüssig, da er ein eigenes Modernisierungskonzept verfolgte. Am 13. März 1977 nahmen die Stimmberechtigten die Initiative jedoch knapp mit 61'599 zu 58'588 Stimmen an (51,25 % Ja). In der Folge wurde das Zürcher Strassenbahnnetz umfassend modernisiert und optimiert. 1978 stand das sieben Jahre zuvor genehmigte U-Bahn-Tunnelstück unter dem Autobahnzubringer A1L vor der Fertigstellung. Von den zur Verfügung stehenden 200 Millionen Franken sollten 123 Millionen für den Bau einer neuen Strassenbahnstrecke vom Milchbuck durch den Tunnel nach Schwamendingen (und von dort weiter nach Hirzenbach sowie zum Bahnhof Stettbach) verwendet werden. Das Vorhaben war am 24. September 1978 in einer städtischen Volksabstimmung mit 69'170 zu 44'627 Stimmen (60,78 % Ja) erfolgreich. Der 2,5 km lange Tramtunnel Milchbuck–Schwamendingen wurde am 1. Februar 1986 in Betrieb genommen. Seither halten dort zwei Linien in den drei unterirdischen, nach U-Bahn-Normen errichteten Stationen Tierspital, Waldgarten und Ueberlandpark (bis 10. Dezember 2023 Schörlistrasse).
Wie wenig umstritten die S-Bahn Zürich 1973 gewesen war, zeigte sich deutlich am 29. November 1981, als die Stimmberechtigten des Kantons Zürichs mit einem Ja-Anteil von 73,75 % einen Kredit von 523 Millionen Franken für den S-Bahn-Bau genehmigten. Ein weiteres Projekt war die Anbindung der Sihltal-Zürich-Uetliberg-Bahn (SZU) an den Hauptbahnhof. Die SZU-Strecken vom Uetliberg und vom Sihltal her endeten seit 1875 bzw. 1892 im peripher gelegenen Kopfbahnhof Selnau, der vom Hauptbahnhof aus schlecht erreichbar war. Nachdem die Planer zunächst eine kurze Variante mit einer Endstation unter dem (heute nicht mehr existierenden) Parkdeck Gessnerallee erwogen hatten, entschieden sie sich dafür, die teilweise erstellte und deutlich günstiger platzierte U-Bahn-Station unter dem Shopville zu nutzen. Die Kosten für das Projekt wurden auf 105 Millionen Franken veranschlagt. Am 27. Februar 1983 genehmigten die Stimmberechtigten des Kantons Zürich mit einem Ja-Anteil von 67,48 % einen Kredit von 72,41 Millionen, woraufhin der Bund und die SZU-Anliegergemeinden den Restbetrag beisteuerten. Der Spatenstich für die 1592 m lange Strecke, die auch eine neue Station Selnau umfasst, erfolgte am 4. März 1986. Der 1281 m lange Tunnel war im Herbst 1988 im Rohbau fertiggestellt. Schliesslich wurde die SZU-Verlängerung am 5. Mai 1990 in Betrieb genommen, drei Wochen vor dem übrigen S-Bahn-Netz.
Beide Achsen der abgelehnten U-Bahn werden mittlerweile durch Stadtbahnen abgedeckt, die zwischen 2006 und 2010 in Betrieb genommene Glattalbahn und die 2022 eröffnete Limmattalbahn. Angesichts steigender Einwohnerzahlen und zunehmender Verkehrsdichte gab es im frühen 21. Jahrhundert dennoch wiederholt Vorschläge für tunnelgeführte Schienenverkehrsnetze. 2003 präsentierte der Informatiker Thomas Mouzinho im Rahmen des Ideenwettbewerbs «Zürich Nachhaltig» das Konzept einer Ring-U-Bahn. Der «Zürkel» sollte von Wollishofen über Albisrieden, Altstetten, Höngg, Affoltern, Oerlikon, Glattzentrum, Stettbach, Witikon und Tiefenbrunnen zurück nach Wollishofen führen. 2011 griff Ulrich Weidmann, Professor für Verkehrssysteme an der ETH Zürich, erneut die Idee einer unterirdischen Strassenbahn in der Innenstadt auf, ähnlich dem Tiefbahnprojekt von 1962. Seiner Meinung nach sei die S-Bahn überlastet und die Strassenbahn zu langsam. Die durch den Rückbau der Gleise freiwerdende Fläche sollte – im Gegensatz zu den Ansichten von Verkehrsplanern früherer Jahrzehnte – nicht dem Automobilverkehr zugutekommen, sondern der allgemeinen Steigerung der Lebensqualität. Basierend auf dieser Idee, erstellte zwei Jahre später die von Weidmann betreute Studentin Christine Furter in ihrer von der Vereinigung LITRA ausgezeichneten Masterarbeit das detaillierte «Metrotram»-Konzept. Es sieht Tunnelstrecken von 10,3 km Länge und 18 Stationen vor. Trotz der veranschlagten Kosten von 2,3 bis 2,75 Milliarden Franken schnitt diese Variante punkto Wirtschaftlichkeit deutlich besser ab als ein ebenfalls untersuchtes U-Bahn-Netz. Im Dezember 2015 reichten zwei grünliberale Kantonsräte ein Postulat ein, das den Regierungsrat dazu aufforderte, einen Bericht über eine mögliche U-Bahn für den Grossraum Zürich zu erstellen. Konkrete Linienführungen nannten die Postulanten nicht, doch sollte der Hauptbahnhof aus Kapazitätsgründen nicht erschlossen werden. In seiner Antwort vom März 2016 befand der Regierungsrat, dass eine U-Bahn in der Stadt und der Agglomeration Zürich «weder erforderlich noch sinnvoll» wäre. Zudem entstünden unnötig hohe Kosten.